# إسفين ضغط مرتفع
إسفين ضغط مرتفعwedge of high pressure
هو عبارة عن امتداد ضغط جوي  مرتفع بشكل لسان بارز تجاه منطقة ما, وتتخذ خطوط الضغط المتساوية شكل حرف v, ويعرف مثل هذا الامتداد أيضاً, بالعرف كما يعرف أحياناً بالظهرة واللسان ، ويستخدم مصطلح اسفين للدلالة أيضاً على الهواء البارد الخلفي في المنخفض  الجوي الجبهي الذي يندس بشكل زاوي تحت هواء القطاع الحار رافعاً إياه إلى أعلي, حيث يعبر عنه باسفين هواء بارد.
المصدر 
المعجم الجغرافي المناخي